# Wappen Saudi-Arabiens
Das Wappen Saudi-Arabiens ist seit 1950 in Gebrauch.

## Beschreibung
Das Wappen zeigt eine Palme über zwei gekreuzten Scimitaren (orientalische Säbel). Im heraldischen Sinn ist es ein Symbol, da es keinen Wappenschild aufweist.

## Symbolik
Palme und Säbel gelten seit etwa 1930 als Hoheitszeichen Saudi-Arabiens.
Die Dattelpalme symbolisiert die Landwirtschaft und die Oasen in der Wüste, während die beiden Scimitare die Entschlossenheit zum Ausdruck bringen, den Islam zu verteidigen. Die Zweizahl der Scimitare repräsentiert außerdem die vereinigten Landesteile Hedschas und Nadschd, die beiden Kernlande des Königreichs der Sauditen, das sich bis 1932 Königreich des Hedschas und Nadschd nannte.
Die grüne Farbe der Palme erinnert ebenfalls daran, dass der Staat durch die Vereinigung von Hedschas und Nedsch hervorgegangen ist.